# Catalogue de géodonnées de base
Le catalogue de géodonnées de base un catalogue des géodonnées de Suisse qui sont déclarées par un législateur (Confédération, canton, commune ou autres) comme géodonnées de base. Il a pour but la visualisation de toutes les géoinformations dérivant des lois spécifiques, de l’attribution légale d’un service ou d’autres attributs légaux. Le catalogue de géodonnées de base est habituellement publié dans un acte législatif, et pour la plupart dans un décret du pouvoir exécutif.
En Suisse, les premiers catalogues de géodonnées de base ont été déclarés et entrés en vigueur le 1er juillet 2008, commençant par la législation fédérale. Le catalogue fédéral compte actuellement de 181 géodonnées de base, y compris l’indication de leur base légale du droit fédéral (dérivant du recueil systématique de la législation suisse) et la détermination du service compétent. 77 géodonnées de base selon le droit fédéral ont été déléguées aux cantons ou aux communes.
Des catalogues de géodonnées de base sont aussi décrétés au niveau cantonal et au niveau communal. Les cantons et communes cataloguent premièrement les géodonnées de base qui leur ont été déléguées par le législateur supérieur. Les catalogués de géodonnées de base de la Confédération, des cantons et des communes sont hiérarchiquement interconnectés.

## Aperçu des catalogues des géodonnées de base de la Confédération, des cantons et des communes
Actuellement, les catalogues des géodonnées de base mentionnés ci-dessous sont entrés en vigueur :

### Niveau Confédération
| Armoire | Législateur               | Acte législatif                                              | premièrement entré en vigueur le | dernière modification entré en vigueur le | Lien |
| ------- | ------------------------- | ------------------------------------------------------------ | -------------------------------- | ----------------------------------------- | --- |
| CH      | Confédération suisse (CH) | Ordonnance sur la géoinformation (OGéo, RS 510.620) annexe 1 | 1er juillet 2008                 | 8 août 2012 (corr. 16 octobre 2012)       | GBDK-CH bundesrechtlich (de) CGDB-CH selon le droit fédéral (fr) CGDB-CH secondo il diritto federale (it) Translation rhéto-romane pas officielle : CGDB-CH suenter il dretg federal (rm) |

### Niveau cantonal
| Armoire | Législateur                                | Acte législatif | premièrement entré en vigueur le | dernière modification entré en vigueur le | Lien |
| ------- | ------------------------------------------ | --- | -------------------------------- | ----------------------------------------- | --- |
| ZH      | Canton de Zurich (ZH)                      | Kantonale Geoinformationsverordnung (KGeoIV, LS 704.11) Anhänge 1, 2                                                                    | 1er novembre 2012                | 1er novembre 2012                         | GBDK-ZH bundesrechtlich (de) GBDK-ZH kantonsrechtlich (de) |
| UR      | Canton d'Uri (UR)                          | Reglement über Geoinformation (kantonales Geoinformationsreglement, kGeoIR, RB 9.3432) Anhänge 1, 2                                     | 1er janvier 2013                 | 1er janvier 2013                          | GBDK-UR bundesrechtlich (de) GBDK-UR kantonsrechtlich (de) |
| SZ      | Canton de Schwytz (SZ)                     | Vollzugsverordnung zur kantonalen Verordnung über Geoinformation (VVzKVGeoi, SRSZ 214.111) Anhänge 1, 2                                 | 1er janvier 2013                 | 1er janvier 2013                          | GBDK-SZ bundesrechtlich (de) GBDK-SZ kantonsrechtlich (de) |
| OW      | Canton d'Obwald (OW)                       | Ausführungsbestimmungen zum Geoinformationsgesetz (GDB 131.511) Anhänge 1, 2                                                            | 1er janvier 2013                 | 1er janvier 2013                          | GBDK-OW bundesrechtlich (de) GBDK-OW kantonsrechtlich (de) |
| NW      | Canton de Nidwald (NW)                     | Vollzugsverordnung zum kantonalen Geoinformationsgesetz (Kantonale Geoinformationsverordnung, kGeoIV, NG 214.21) Anhänge 1, 2           | 1er décembre 2012                | 1er décembre 2012                         | GBDK-NW bundesrechtlich (de) GBDK-NW kantonsrechtlich (de) |
| GL      | Canton de Glaris (GL)                      | Verordnung zum Einführungsgesetz zum Geoinformationsgesetz (Kantonale Geoinformationsverordnung, kGeoIV, GS VII A/2/3) Anhänge 1.1, 2.1 | 1er septembre 2012               | 1er septembre 2012                        | GBDK-GL bundesrechtlich (de) GBDK-GL kantonsrechtlich (de) |
| ZG      | Canton de Zoug (ZG)                        | Geoinformationsverordnung (GeoIV-ZG, BGS 215.711) Anhänge 1, 2                                                                          | 1er janvier 2013                 | 1er janvier 2013                          | GBDK-ZG bundesrechtlich (de) GBDK-ZG kantonsrechtlich (de) |
| BS      | Canton de Bâle-Ville (BS)                  | Geoinformationsverordnung (KGeoIV, SG 214.305) Anhänge I, II                                                                            | 1er septembre 2012               | 1er septembre 2012                        | GBDK-BS bundesrechtlich (de) GBDK-BS kantonsrechtlich (de) |
| BL      | Canton de Bâle-Campagne (BL)               | Verordnung über Geoinformation (GeoVO, SGS 211.58) Anhänge I, II                                                                        | 1er juillet 2008                 | 23 janvier 2013                           | GBDK-BL bundesrechtlich (de) GBDK-BL kantonsrechtlich (de) |
| AR      | Canton d'Appenzell Rhodes-Extérieures (AR) | kantonale Verordnung über Geoinformation (kGeoIV, bGS 723.101) Anhänge 1, 2                                                             | 1er novembre 2012                | 1er novembre 2012                         | GBDK-AR bundesrechtlich (de) GBDK-AR kantonsrechtlich (de) |
| GR      | Canton des Grisons (GR)                    | Kantonale Geoinformationsverordnung (KGeoIV, BR 217.310)                                                                                | 15 février 2012                  | 15 février 2012                           | GBDK-GR bundesrechtlich (de) CGDB-GR suenter il dretg federal (rm) CGDB-GR secondo il diritto federale (it) GBDK-GR kantonsrechtlich (de) CGDB-GR suenter il dretg chantunal (rm) CGDB-GR secondo il diritto cantonale (it) |
| AG      | Canton d'Argovie (AG)                      | Kantonale Geoinformationsverordnung (KGeoIV SAR 740.111) Anhänge 1, 2                                                                   | 1er janvier 2012                 | 1er janvier 2013                          | GBDK-AG bundesrechtlich (de) GBDK-AG kantonsrechtlich (de) |
| TG      | Canton de Thurgovie (TG)                   | Verordnung zum Gesetz über Geoinformation (RB 211.442) Anhang 1                                                                         | 1er janvier 2012                 | 15 juillet 2012                           | GBDK-TG bundesrechtlich (de) GBDK-TG kantonsrechtlich (de) |
| VD      | Canton de Vaud (VD)                        | Règlement d'application de la loi sur la géoinformation (RLgéo-VD, RSV 510.62.1) annexes 1, 2                                           | 1er janvier 2013                 | 1er janvier 2013                          | CGDB-VD selon le droit fédéral CGDB-VD selon le droit cantonal |

### Niveau communal
| Armoire | Législateur                               | Acte législatif | premièrement entré en vigueur le | dernière modification entré en vigueur le | Lien                                                             |
| ------- | ----------------------------------------- | --- | -------------------------------- | ----------------------------------------- | ---------------------------------------------------------------- |
| 1630    | Commune de Glaris Nord GL (no. OFS. 1630) | Base légale du Canton de Glaris: Verordnung zum Einführungsgesetz zum Geoinformationsgesetz (Kantonale Geoinformationsverordnung, kGeoIV, GS VII A/2/3) Anhänge 1.2, 2.2 | 1er septembre 2012               | 1er septembre 2012                        | GBDK-C1630 bundesrechtlich (de) GBDK-C1630 kantonsrechtlich (de) |
| 1631    | Commune de Glaris Sud GL (no. OFS 1631)   | Base légale du Canton de Glaris: Verordnung zum Einführungsgesetz zum Geoinformationsgesetz (Kantonale Geoinformationsverordnung, kGeoIV, GS VII A/2/3) Anhänge 1.2, 2.2 | 1er septembre 2012               | 1er septembre 2012                        | GBDK-C1631 bundesrechtlich (de) GBDK-C1631 kantonsrechtlich (de) |
| 1632    | Commune de Glarus GL (no. OFS 1632)       | Base légale du Canton de Glaris: Verordnung zum Einführungsgesetz zum Geoinformationsgesetz (Kantonale Geoinformationsverordnung, kGeoIV, GS VII A/2/3) Anhänge 1.2, 2.2 | 1er septembre 2012               | 1er septembre 2012                        | GBDK-C1632 bundesrechtlich (de) GBDK-C1632 kantonsrechtlich (de) |